# Michael J. Durant

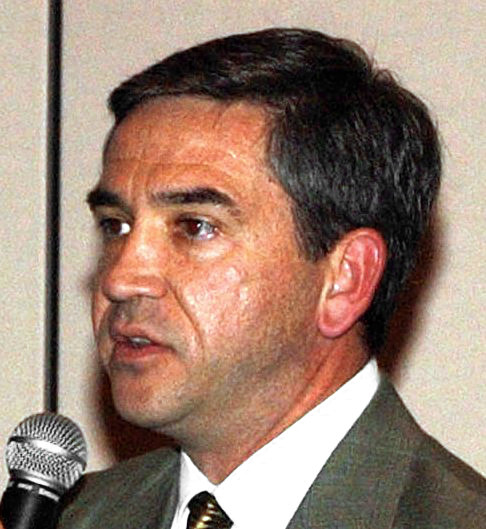
Michael Durant, November 2002

Michael J. Durant (* 23. Juli 1961 in Berlin, New Hampshire) ist ein ehemaliger US-amerikanischer Chief Warrant Officer 4 der U.S. Army und diente zuletzt als Hubschrauberpilot. Er wurde während der Schlacht von Mogadischu (Operation Gothic Serpent, Go-Code „Irene“) 1993 in Somalia abgeschossen.

## Leben
Durant war der Pilot von Super Six Four, einem MH-60 Black Hawk Hubschrauber. Er wurde am 3. Oktober 1993 über Mogadischu, der Hauptstadt Somalias, von Milizen abgeschossen. Er gehörte dem 160th Special Operations Aviation Regiment (160th SOAR / Night Stalkers) an und wurde während der Operation Gothic Serpent als Luftunterstützung eingesetzt.
Super Six Four wurde von einer RPG getroffen. Obwohl der Black Hawk stabil in der Luft blieb, traten wenige Minuten später Störungen auf, die ihn schließlich eine Meile südwestlich des Einsatzgebiets der Bodentruppen zum Absturz brachten.

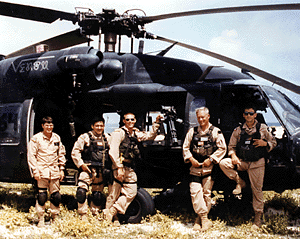
Die Crew von Super Six Four einen Monat vor der Schlacht von Mogadischu. (v. l.) Winn Mahuron, Tommy Field, Bill Cleveland, Ray Frank und Mike Durant.

Durant überlebte schwer verletzt. Kurz nach dem Absturz erreichten zwei Soldaten der Delta Force, Master Sergeant Gary Ivan Gordon und Sergeant First Class Randy Shughart, die Unglücksstelle. Sie verteidigten die Absturzstelle gegen eine wachsende Anzahl Somalis und wurden getötet. Für ihren Einsatz erhielten Gordon und Shughart postum die Medal of Honor, die höchste militärische Auszeichnung der USA. 
Die Somalis nahmen Durant gefangen und wollten ihn gegen somalische Gefangene austauschen. Aber bevor sie ihn in ihr Dorf zurückbringen konnten, wurden sie von örtlichen Banditen überfallen, die Durant als Gefangenen übernahmen und ihn gegen Lösegeld wieder freilassen wollten. Durant wurde in einem Haus gefangen gehalten, verhört und auf Video aufgezeichnet.
Nachdem der somalische Warlord Mohammed Farah Aidid Durant ausgelöst hatte, wurde er in die Wohnung von Aidids Propagandaminister gebracht. Nach fünf Tagen durften ihn Beobachter des Roten Kreuzes sowie britische und französische Journalisten sehen. Nach elf Tagen wurde Durant durch die Intervention des ehemaligen US-Botschafters in Somalia, Robert Oakley, freigelassen.
Durant erholte sich von seinen beim Absturz erlittenen schweren Verletzungen und diente noch weitere fünf Jahre im Militär, bevor er 2001 aus dem Dienst ausschied. Er hält heute für militärisches Personal Seminare über Hubschraubermanöver und Such- und Rettungsaktionen im Kampf (Combat Search and Rescue, CSAR). Er bietet auch Vorträge über den Somalia-Einsatz und seine Erfahrungen in Gefangenschaft an. Ron Eldard, der ihn im Film Black Hawk Down verkörperte, gab er ein ausführliches Interview.
Über die Ereignisse schrieb er das Buch In the Company of Heroes.
Er wurde mit zahlreichen Orden darunter der Army Distinguished Service Medal, dritt höchste Militärauszeichnung der USA, und der Prisoner of War Medal ausgezeichnet.
2022 bewarb Durant sich als republikanischer Bewerber um die Nachfolge von Richard Shelby als Senator im Bundesstaat Alabama. Er erreichte den dritten Platz bei den Nominierungswahlen.